# 奇克万德
奇克万德，是匈牙利杰尔-莫雄-肖普朗州所辖的一个村。总面积14.53平方公里，总人口481，人口密度33.1人/平方公里（2011年1月1日）。